# عصوية ذهبية تايوية
عصوية ذهبية تايوية (الاسم العلمي: Chryseobacterium taihuense) هي نوع من البكتيريا، سلبية الغرام، تتبع جنس عصوية ذهبية.